# میکائیل وارطانیان (کارآفرین)
میکائیل وارطانیان (ارمنی: Միքայել Վարդանյան؛ زادهٔ ۱۱ ژوئن ۱۹۷۳، ایروان، جمهوری سوسیالیستی ارمنستان، اتحاد شوروی) تاجر و نیکوکار ارمنی، مالک «گرند هولدینگ» و فرزند ارشد هرانت وارطانیان است.

## زندگی‌نامه
میکائیل وارطانیان در ۱۱ ژوئن ۱۹۷۳ در ایروان، در خانوادهٔ هرانت وارطانیان و زینا موروزیان به دنیا آمد.
او در سال ۱۹۹۰ از دبیرستان شماره ۱۳۲ فارغ‌التحصیل شد. از سال ۱۹۹۰ تا ۱۹۹۵ در مؤسسه پلی‌تکنیک ایروان تحصیل کرد.
از سال ۱۹۹۲ تا ۱۹۹۵ در شرکت سهامی «گرند کلاب» (Grand Club) فعالیت کرد و از سال ۲۰۰۲ تا ۲۰۰۳ مدیر اجرایی شرکت مشترک «ماسیس تَبَک» (Masis Tabak Co Ltd) بود.
او از سال ۲۰۰۳ تا ۲۰۱۲ عضو مجلس ملی ارمنستان به‌عنوان نماینده مستقل بود.

## فعالیت
از سال ۲۰۱۲، میکائیل و کارن وارطانیان مدیریت شرکت «گرند هولدینگ» را که توسط هرانت وارطانیان تأسیس شده بود، بر عهده دارند.
از سال ۲۰۰۷ تاکنون، «گرند هولدینگ» بزرگ‌ترین مالیات‌دهنده، صادرکننده و کارفرما در بخش تولید جمهوری ارمنستان محسوب می‌شود.
در ۱۴ سپتامبر ۲۰۱۱، به پاس خدمات برجسته دولتی و اجتماعی، نشان «مخیتار گوش» به میکائیل وارطانیان اعطا شد.
با توجه به نقش مهم او در توسعه جامعه ماسیسی، در ۱۰ اکتبر ۲۰۲۴، عنوان «شهروند افتخاری جامعه ماسیسی» به او اعطا شد.